# Arnold Morel-Fatio
Pour les articles homonymes, voir Morel-Fatio, Morel et Fatio.
Arnold Morel-Fatio, né à Rouen le 15 août 1813 et mort le 10 août 1887, est un conservateur de musée, historien et numismate franco-vaudois.

## Biographie
Né à Rouen de parents vaudois, Arnold Morel-Fatio entreprend des études classiques à Paris et Lausanne. Il entre en 1831 dans la banque parisienne de son père et la dirige de 1849 à 1859. Satisfait des affaires, il s'en retire pour vouer ses loisirs à la numismatique et à l'histoire. Déjà collectionneur avisé, Arnold Morel-Fatio devient vite un spécialiste reconnu dans cette discipline et publie plusieurs études, notamment une Histoire monétaire de l'Evêché de Lausanne (1879-1887) qui fait toujours référence. 
En 1864, le Conseil d'État nomme Arnold Morel-Fatio conservateur du Cabinet des Médailles et en 1866 il succède à Frédéric Troyon comme conservateur du Musée archéologique. Ayant un même directeur, les collections sont dès lors souvent désignées comme Musée des antiquités et médailles. Au Médaillier, Arnold Morel-Fatio déploie ses talents de scientifique dans les techniques et procédures de fouilles, l'identification des pièces, l'accroissement des collections et le développement de la bibliothèque sans laquelle nulle étude ne prospère. Généreux, il alimente celle-ci aussi bien que les collections monétaires de nombreux dons.
Les collections du Musée des Antiquités, ou Musée archéologique, augmentent considérablement durant ces années des trouvailles réalisées dans les fouilles lacustres des lacs de Neuchâtel et de Morat. 
Membre de nombreuses sociétés savantes, auteur des premiers travaux scientifiques sur l'histoire monétaire de l'évêché de Lausanne, Arnold Morel-Fatio décède le 10 août 1887.

## Sources
- « Arnold Morel-Fatio », sur la base de données des personnalités vaudoises sur la plateforme « Patrinum » de la Bibliothèque cantonale et universitaire de Lausanne.
- « Arnold Morel-Fatio » dans le Dictionnaire historique de la Suisse en ligne.
- Eugène Demole, A. Morel-Fatio, quelques mots sur sa vie et son œuvre, Lausanne, 1887
- Mémoire et documents publiés par la Société d'histoire de la Suisse romande, 2e série, 1891, 374-384